# Европско првенство у атлетици на отвореном 1934 — 100 метара за мушкарце
Трка на 100 метара у мушкој конкуренцији на 1. Европском првенству у атлетици 1934. у Торинуу одржана је 7. и 8. септембра на Стадиону Бенито Мусолини.

## Земље учеснице
Учествовало је 15 такмичара из 10 земаља.
1. Италија  (2)
2. Југославија (1)
3. Летонија (1)
4. Мађарска (1)
5. Немачка (2)
6. Португалија (1)
7. Француска (2)
8. Холандија  (2)
9. Чехословачка (1)
10. Швајцарска (2)

## Рекорди
| Рекорди пре почетка Европског првенства 1934. | Рекорди пре почетка Европског првенства 1934. | Рекорди пре почетка Европског првенства 1934. | Рекорди пре почетка Европског првенства 1934. | Рекорди пре почетка Европског првенства 1934. |                                              |
| --------------------------------------------- | --------------------------------------------- | --------------------------------------------- | --------------------------------------------- | --------------------------------------------- | -------------------------------------------- |
| Светски рекорд                                | Перси Вилијамс Канада                         | 10,3                                          | Торонто, Сједињене Државе                     | 9. август 1930.                               |                                              |
| Светски рекорд                                | Еди Толан Сједињене Државе                    | 10,3                                          | Лос Анђелес, Сједињене Државе                 | 1. август 1932.                               |                                              |
| Светски рекорд                                | Ралф Меткалф Сједињене Државе                 | 10,3                                          | Будимпешта, Мађарска                          | 12. август 1933.                              |                                              |
| Светски рекорд                                | Илас Пикок Сједињене Државе                   | 10,3                                          | Осло, Норвешка                                | 6. август 1934.                               |                                              |
| Светски рекорд                                | Кристијан Бергер Холандија                    | 10,3                                          | Осло, Норвешка                                | 26. август 1934.                              |                                              |
| Европски рекорд                               | Кристијан Бергер Холандија                    | 10,3                                          | Осло, Норвешка                                | 26. август 1934.                              |                                              |
| Рекорди Европских првенстава                  | Ово је прво Европско првенство на отвореном.  | Ово је прво Европско првенство на отвореном.  | Ово је прво Европско првенство на отвореном.  | Ово је прво Европско првенство на отвореном.  | Ово је прво Европско првенство на отвореном. |
| Рекорди после Европског првенства 1934.       |                                               |                                               |                                               |                                               |                                              |
| Рекорди Европских првенстава                  | Паул Хани, Холандија                          | 11,1 кв. 1 гр.                                | Торино Италија                                | 7. септембар 1934.                            |                                              |
| Рекорди Европских првенстава                  | Кристијан Бергер Холандија                    | 10,6 кв 2 гр.                                 | Торино Италија                                | 7. септембар 1934.                            |                                              |
| Рекорди Европских првенстава                  | Јожеф Шир Мађарска                            | 10,6 пф                                       | Торино Италија                                | 7. септембар 1934.                            |                                              |
| Рекорди Европских првенстава                  | Кристијан Бергер Холандија                    | 10,6 фин                                      | Торино Италија                                | 8. септембар                                  |                                              |

## Освајачи медаља
|                            |                        |                    |
| Кристијан Бергер Холандија | Ерих Борхмајер Немачка | Јожеф Шир Мађарска |

## Резултати

### Квалификације
Квалификације су одржане 7. септембра. За полуфинале су се пласирала по тројица првопласираних из четири квалификационе групе. (КВ)
| Место | Група | Атлетичар         | Земља        | Резултат | Бел.    |
| ----- | ----- | ----------------- | ------------ | -------- | ------- |
| 1.    | 2     | Кристијан Бергер  | Холандија    | 10,6     | КВ, РЕП |
| 2.    | 2     | Albert Jud        | Швајцарска   | 10,8     | КВ      |
| 3.    | 2     | Орацио Маријани   | Италија      | 10,9     | КВ      |
| 4.    | 4     | Јожеф Шир         | Мађарска     | 11,0     | КВ      |
| 5.    | 1     | Паул Хани         | Швајцарска   | 11,1     | КВ, РЕП |
| 5.    | 3     | Герд Хорнбергер   | Немачка      | 11,1     | КВ      |
| 5.    | 3     | Улдерико ди Блас  | Италија      | 11,1     | КВ      |
| 5.    | 4     | Мартинус Осендарп | Холандија    | 11,1     | КВ      |
| 9.    | 1     | Јулије Бауер      | Југославија  | 11,2     | КВ      |
| 9.    | 1     | Ерих Борхмајер    | Немачка      | 11,2     | КВ      |
| 11.   | 3     | Карел Бергман     | Чехословачка | 11,3     | КВ      |
| 12,   | 4     | Робер Пол         | Француска    | РН       | КВ      |
| 13.   | 2     | Пјер Дондолинжер  | Француска    | 11,0     |         |
| 14.   | 3     | Марио Порто       | Потугалија   | 11,3     |         |
| 15.   | 2     | Јанис Кивитис     | Летонија     | РН       |         |

### Полуфинале
Полуфинале је одржано 7. септембра. У финале су се пласирала по тројица првопласираних из обе полуфиналне групе. (КВ)
| Место | Група | Атлетичар         | Земља        | Резултат | Бел.    |
| ----- | ----- | ----------------- | ------------ | -------- | ------- |
| 1.    | 1     | Јожеф Шир         | Мађарска     | 10,6     | КВ, РЕП |
| 2.    | 2     | Кристијан Бергер  | Холандија    | 10,7     | КВ      |
| 3.    | 1     | Ерих Борхмајер    | Немачка      | 10,8     | КВ      |
| 3.    | 2     | Паул Хани         | Швајцарска   | 10,8     | КВ      |
| 5.    | 1     | Мартинус Осендарп | Холандија    | 10,9     | КВ      |
| 5.    | 2     | Герд Хорнбергер   | Немачка      | 10,9     | КВ      |
| 5.    | 1     | Орацио Маријани   | Италија      | 10,9     |         |
| 8.    | 2     | Робер Пол         | Француска    | 11,0     |         |
| 9.    | 1     | Albert Jud        | Швајцарска   | РН       |         |
| 9.    | 1     | Карел Бергман     | Чехословачка | РН       |         |
| 9.    | 2     | Јулије Бауер      | Југославија  | РН       |         |
| 9.    | 2     | Улдерико ди Блас  | Италија      | РН       |         |

### Финале
8. септембар
| Место | Атлетичар         | Земља      | Резултат | Бел. |
| ----- | ----------------- | ---------- | -------- | ---- |
|       | Кристијан Бергер  | Холандија  | 10,6     | РЕП  |
|       | Ерих Борхмајер    | Немачка    | 10,7     |      |
|       | Јожеф Шир         | Мађарска   | 10,7     |      |
| 4     | Паул Хани         | Швајцарска | 10,8     |      |
| 5     | Мартинус Осендарп | Немачка    | 10,9     |      |
| 6     | Герд Хорнбергер   | Немачка    | 10,9     |      |